# ميلبراي (كاليفورنيا)
ميلبراي (بالإنجليزية: Millbrae)‏ هي إحدى مدن مقاطعة سان ماتيو، كاليفورنيا. تم إعطاءها لقب مدينة في 14 يناير، 1948.

## المناخ
يظهر الجدول التالي التغييرات المناخية على مدار السنة لميلبراي:
| البيانات المناخية لـميلبراي       | البيانات المناخية لـميلبراي | البيانات المناخية لـميلبراي | البيانات المناخية لـميلبراي | البيانات المناخية لـميلبراي | البيانات المناخية لـميلبراي | البيانات المناخية لـميلبراي | البيانات المناخية لـميلبراي | البيانات المناخية لـميلبراي | البيانات المناخية لـميلبراي | البيانات المناخية لـميلبراي | البيانات المناخية لـميلبراي | البيانات المناخية لـميلبراي | البيانات المناخية لـميلبراي |
| الشهر                             | يناير                       | فبراير                      | مارس                        | أبريل                       | مايو                        | يونيو                       | يوليو                       | أغسطس                       | سبتمبر                      | أكتوبر                      | نوفمبر                      | ديسمبر                      | المعدل السنوي               |
| --------------------------------- | --------------------------- | --------------------------- | --------------------------- | --------------------------- | --------------------------- | --------------------------- | --------------------------- | --------------------------- | --------------------------- | --------------------------- | --------------------------- | --------------------------- | --------------------------- |
| الدرجة القصوى °ف (°م)             | 74 (23)                     | 78 (26)                     | 82 (28)                     | 93 (34)                     | 95 (35)                     | 98 (37)                     | 100 (38)                    | 96 (36)                     | 106 (41)                    | 102 (39)                    | 81 (27)                     | 73 (23)                     | 106 (41)                    |
| متوسط درجة الحرارة الكبرى °ف (°م) | 57.3 (14.1)                 | 59.4 (15.2)                 | 61.2 (16.2)                 | 63.7 (17.6)                 | 65.6 (18.7)                 | 68.7 (20.4)                 | 71.7 (22.1)                 | 72.6 (22.6)                 | 73.5 (23.1)                 | 70.2 (21.2)                 | 62.2 (16.8)                 | 56.9 (13.8)                 | 65.3 (18.5)                 |
| متوسط درجة الحرارة الصغرى °ف (°م) | 48.3 (9.1)                  | 48.5 (9.2)                  | 50.1 (10.1)                 | 52.3 (11.3)                 | 53.9 (12.2)                 | 55.7 (13.2)                 | 57.8 (14.3)                 | 58.6 (14.8)                 | 58.8 (14.9)                 | 56.2 (13.4)                 | 52.3 (11.3)                 | 48.2 (9.0)                  | 53.4 (11.9)                 |
| أدنى درجة حرارة °ف (°م)           | 32 (0)                      | 27 (−3)                     | 33 (1)                      | 37 (3)                      | 38 (3)                      | 44 (7)                      | 42 (6)                      | 40 (4)                      | 45 (7)                      | 40 (4)                      | 31 (−1)                     | 23 (−5)                     | 23 (−5)                     |
| الهطول إنش (مم)                   | 6.19 (157)                  | 6.30 (160)                  | 4.31 (109)                  | 2.02 (51)                   | 1.03 (26)                   | 0.21 (5.3)                  | 0.03 (0.76)                 | 0.26 (6.6)                  | 0.36 (9.1)                  | 1.64 (42)                   | 3.60 (91)                   | 6.18 (157)                  | 32.13 (814.76)              |
| المصدر: "The Weather Channel      |                             |                             |                             |                             |                             |                             |                             |                             |                             |                             |                             |                             |                             |

## توأمة
لميلبراي (كاليفورنيا) اتفاقيات توأمة مع كل من:
- لا سيرينا
- الموسطة [الإنجليزية]‏

## أعلام
- روني مونتروز
- تومي ديفيس
- أوغدن ميلز
- داريوس أوغدن ميلز